# Hans Ramsoedh

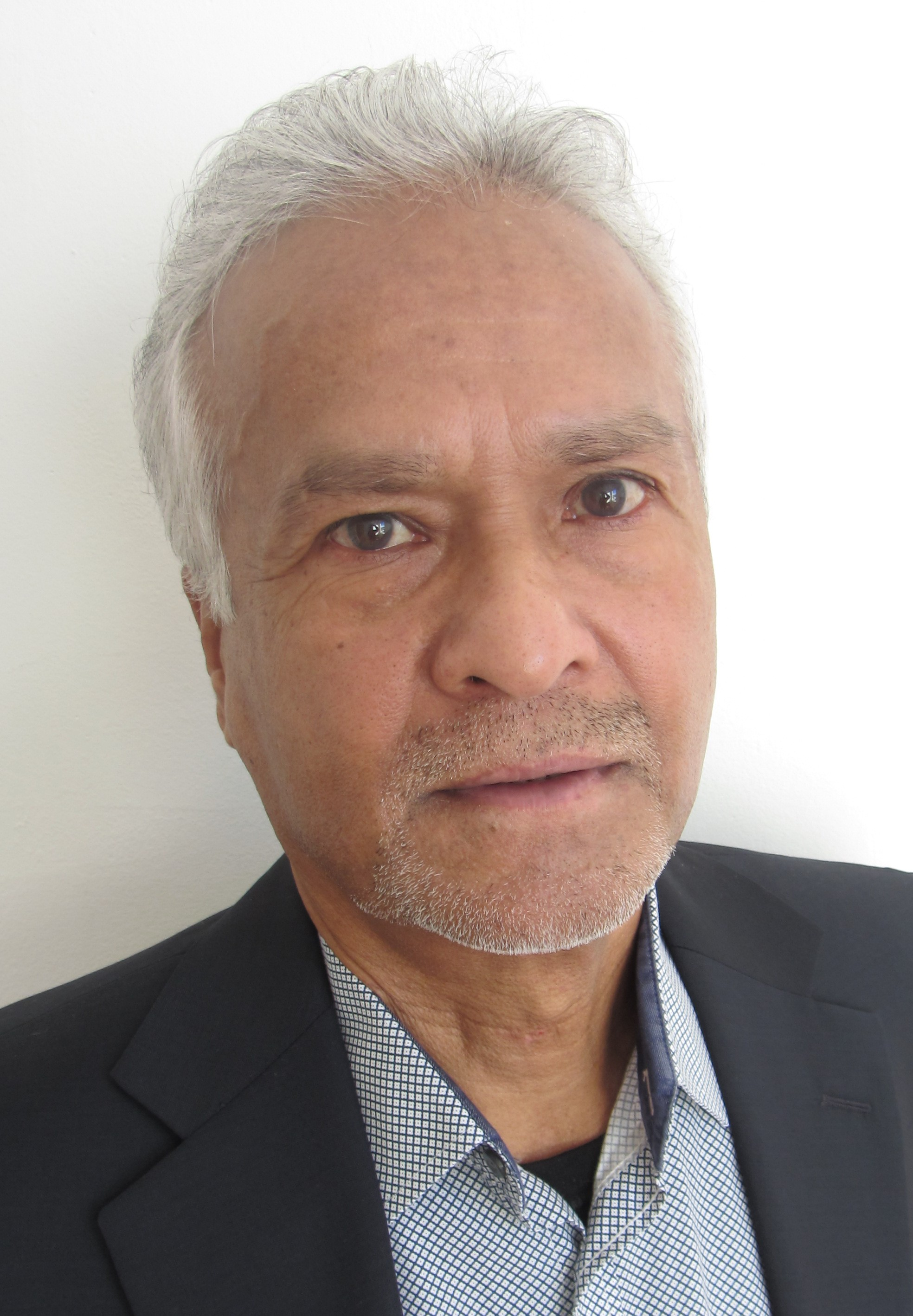
Hans Ramsoedh

Hans Khemradj Ramsoedh (Paramaribo) is een Nederlands historicus, surinamist en Caribist van Surinaamse afkomst. Zijn expertise ligt op het terrein van de 20ste- en 21ste-eeuwse Nederlands-Caraïbische geschiedenis en migratie.

## Opleiding
Na zijn middelbareschoolopleiding ging Ramsoedh naar het Algemeen Pedagogisch Instituut (kweekschool) in Suriname, 1972-1975. In Nederland studeerde hij van 1975-1976 aan de Rijks Pedagogische Academie te Arnhem voor de hoofdakte. Van 1977 tot 1982 volgde hij de MO-B opleiding Geschiedenis en maatschappijleer aan de Gelderse Leergangen. Aan de Rijksuniversiteit Utrecht studeerde hij aansluitend van 1982 tot 1985 voor het doctoraal geschiedenis. Aan dezelfde universiteit promoveerde hij in juni 1990 op het proefschrift Suriname 1933-1944. Koloniale politiek en beleid onder gouverneur Kielstra (Delft 1990: Eburon).

## Werk
Hans Ramsoedh werkte van 1976 tot 1985 als leerkracht in het basisonderwijs in Arnhem. Van 1985 tot 1990 was hij werkzaam in het stedelijk opbouwwerk als adjunct-directeur van de Stichting Welzijn Arnhem. Van 1990 tot aan zijn pensionering in 2016 werkte hij aan de Hogeschool van Arnhem en Nijmegen, Faculteit Educatie: Lerarenopleiding als onderwijscoördinator en lid van het managementteam.  
Ramsoedh was verder bestuurslid van het Instituut ter Bevordering van de Surinamistiek (IBS) van 1990 tot en met 2013, van 1993 tot en met 1995 als voorzitter, van 1996 tot en met 2007 als secretaris. Verder maakte hij van 1995 tot en met 2017 (de opheffing) deel uit van de kernredactie van OSO, tijdschrift voor Surinamistiek en het Caraïbisch gebied, van 2008 tot en met 2011 ook als hoofdredacteur en van 2012 tot 2017 als eindredacteur. Voorts was hij van 1996 tot 2007 redactielid van de reeks Bronnen voor de Studie van Suriname (BSA-serie).

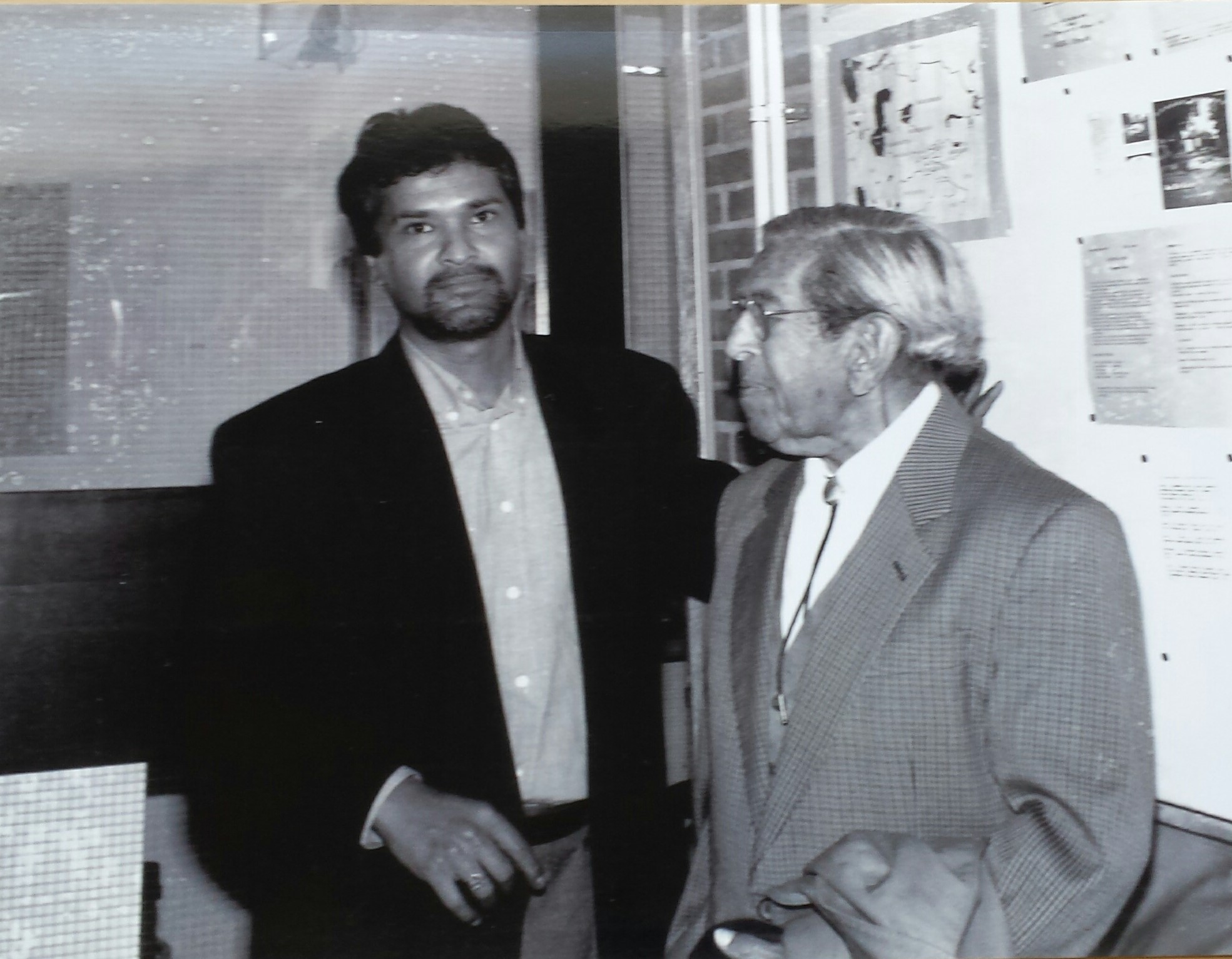
Hans Ramsoedh met schrijver Albert Helman, op het IBS-colloquium gewijd aan Helman in 1994.

## Publicaties

### Boeken
- Suriname 1933-1944. Koloniale politiek en beleid onder gouverneur Kielstra. Delft 1990. Eburon. Dissertatie RUU.
- Hans Ramsoedh & L Bloemberg, The institutionalization of Hinduism in Suriname and Guyana. Universiteit van Amsterdam/Faculteit Sociale Geografie  1995: Surinaamse Verkenningen.
- Surinaams onbehagen. Een sociale en politieke geschiedenis van Suriname 1865-2015. Hilversum 2018: Verloren.

### Mederedacteur
- Peter Meel & Hans Ramsoedh (red.), Ik ben een haan met een kroon op mijn hoofd. Pacificatie en verzet in koloniaal en postkoloniaal Suriname. Amsterdam 2007: Bert Bakker.
- Maurits Hassankhan, Lomarsh Roopnarine & Hans Ramsoedh (eds.), The Legacy of Indian Indenture: Historical and Contemporary Aspects of Migration and Diaspora. New Delhi 2016: Manohar Publisher.
- J. Bihari-Elahi, S. Trienekens & H. Ramsoedh, Against better judgement.: Rethinking multicultural society. Essays in honour of professor Gowricharn. Leiden 2022: Brill
- M.S. Hassankhan,  H. Ramsoedh B. Lal & V. Goolam (eds.) - Ethnic relations in plural societies. Social, Economic and Political Dimensions. Vol. 5. New Delhi 2023: Manohar

### Artikelen
- ‘Suriname en de Nederlandse koloniale politiek in het interbellum’. Tijdschrift voor Geschiedenis, 1990, nr. 4, p. 602-615.
- ‘Politieke strijd, volksopstand en antisemitisme in Suriname omstreeks 1890’. Tijdschrift voor Sociale Geschiedenis, 1992, nr. 4, p. 479-502.
- ‘De Joodse bevolkingsgroep in Suriname in de tweede helft van de 19e eeuw’. Studia Rosenthaliana, 1993, nr. 1/2, p. 49-72.
- ‘De geforceerde onafhankelijkheid’. OSO. Tijdschrift voor Surinaamse Taalkunde, letterkunde, Cultuur en Geschiedenis, 1993, nr. 1, p. 43-63.
- ‘Surinaamse Indianen uit de schaduw’. OSO. Tijdschrift voor Surinaamse Taalkunde, letterkunde, Cultuur en Geschiedenis, 1993, nr. 2, p. 149-151.
- ‘Speurtocht naar een Surinaamse identiteit in Nederland’. OSO. Tijdschrift voor Surinaamse Taalkunde, letterkunde, Cultuur en Geschiedenis, 1994, nr. 2, p. 125-128.
- ‘Albert Helman. Een Inleiding’. OSO. Tijdschrift voor Surinaamse Taalkunde, letterkunde, Cultuur en Geschiedenis, 1995, nr.1, p. 5-8.
- ‘Helmans politieke kruistochten’. OSO. Tijdschrift voor Surinaamse Taalkunde, letterkunde, Cultuur en Geschiedenis, 1995, nr. 1, p. 22-37.
- ‘Rumcola en Yankeedollars’. OSO. Tijdschrift voor Surinaamse Taalkunde, letterkunde, Cultuur en Geschiedenis, 1995, nr. 2, p. 135-148.
- ‘De dekolonisatie van Suriname. Opgedrongen onafhankelijkheid?’. Spiegel Historiael, 1995, nr. 10, p. 382-387.
- Nawoord Albert Helman, Kroniek van Eldorado. Deel 2, Amsterdam 1995: In de Knipscheer. p. 349-400.
- ‘De Nederlandse assimilatiepolitiek in Suriname tussen 1863 en 1945’. In: Lila Gobardhan-Rambocus & Maurits Hassankhan (red.), De erfenis van de slavernij. Paramaribo 1995, p. 114-134.
- Hans Ramsoedh & L Bloemberg, ‘Institutionalisering van het hindoeïsme in Suriname en Nederland’. In: Marjolein ’t Hart, Jan Lucassen & Henk Schmall (red.), Nieuwe Nederlanders. Vestiging van migranten door de eeuwen heen. Amsterdam: Stichting Beheer IISG, 1996. p. 203-217.
- ‘Klassenstrijd versus verbroederingspolitiek’. OSO. Tijdschrift voor Surinaamse Taalkunde, letterkunde, Cultuur en Geschiedenis, 1997, nr. 2, p. 155-171.
- ‘Concepten en praktijken onder Surinaamse Hindoes in relatie tot de dood’. OSO. Tijdschrift voor Surinaamse Taalkunde, letterkunde, Cultuur en Geschiedenis, 1998, nr. 1, p. 40-50.
- ‘Politiek leiderschap aan weerszijden van de Corantijn’. In: Maurits Hassankhan & Sandew Hira (red.), Grepen uit 125 jaar maatschappelijke ontwikkeling van Hindostanen. Den Haag 1998: Amrit. p. 102-123.
- ‘Oude en nieuwe schoenen in de Surinaamse politiek’. OSO. Tijdschrift voor Surinaamse Taalkunde, letterkunde, Cultuur en Geschiedenis, 1999, nr. 1, p. 22-36.
- Hans Ramsoedh & L.Bloemberg, ‘The institutionalization of Hinduism in Suriname and Guyana’, In: TS. Rukmani (ed.), Hindu Diaspora. Global Perspectives. Montreal 1999: Concordia University, p. 123-165.
- Hans Ramsoedh & Wim Hoogbergen, ‘Suriname, 25 jaar Hier en Daar’. OSO. Tijdschrift voor Surinaamse Taalkunde, letterkunde, Cultuur en Geschiedenis, 2001, nr. 1, p. 5-9.
- ‘Surinamistiek 1975 – 2000’. OSO. Tijdschrift voor Surinaamse Taalkunde, letterkunde, Cultuur en Geschiedenis, 2001, nr. 1. p. 128-147.
- ‘Playing politics: ethnicity, clientelism and the struggle for power’, In: Rosemarijn Hoefte & Peter Meel (ed.), Twentieth Century Suriname: contuinities and discontuinities. Kingston 2001: Ian Randle Publishers, p. 91-110
- Hans Ramsoedh & Wim Hoogbergen. ‘Suriname, een religieus mozaïek’. OSO. Tijdschrift voor Surinaamse Taalkunde, letterkunde, Cultuur en Geschiedenis, 2002, nr. 1, p 5-14.
- ‘Surinaamse hindoes en moslims in Nederland’. OSO. Tijdschrift voor Surinaamse Taalkunde, letterkunde, Cultuur en Geschiedenis, 2002, nr. 1, jrg 21, p. 135-153.
- ‘Hindoeïsme en Islam in het Caraïbisch gebied en in Nederland’. Wereld en Zending, jrg. 31, nr. 1, 2003, p. 38-47.
- ‘Religieuze organisatievorming bij Hindoes’. In Kanta Adhin & Chan Choenni (red.), Hindostanen. Van Brits-Indische emigranten via Suriname tot burgers van Nederland. Den Haag 2003: Sampreshan, p. 106-122.
- ‘De revolutie die niet doorging’. OSO. Tijdschrift voor Surinamistiek en het Caraïbisch gebied, 2003, nr. 2, jrg. 22, p. 187-213.
- ‘Herinneringen aan Albert Helman’. Nederlands in Suriname, jrg. 8, nr. 2, december 2003.
- Hans Ramsoedh & Wim Hoogbergen, ‘30 jaar na dato’, OSO. Tijdschrift voor Surinamistiek en het Caraïbisch gebied, 2006, nr 1, jrg. 25, p. 6-19.
- ‘Dertig jaar Surinamistiek 1975-2005’. Jerry Egger (red.), Liber Amicorum voor André Loor. Paramaribo 2006: 40-66.
- ‘Surinaamse sores versus Nederlandse mores. Conflicten in de koloniale tijd’. In: Peter Meel & Hans Ramsoedh (red.), Ik ben een haan met een kroon op mijn hoofd. Pacificatie en verzet in koloniaal en postkoloniaal Suriname. Amsterdam 2007: Bert Bakker, p. 169-199.
- ‘Het democratisch tekort in Suriname’, OSO. Tijdschrift voor Surinamistiek en het Caraïbisch gebied, 2008, nr. 2, jrg. 27, p. 311-331.
- Hans Ramsoedh & Peter Sanches, ‘75 jaar Wij slaven van Suriname; de turbulente biografie van een boek’. OSO. Tijdschrift voor Surinamistiek en het Caraïbisch gebied, 2010, nr. 1, jrg. 29, p. 6-18.
- ‘Vertrouwen en voorspelbaarheid in de Surinaamse politiek’. OSO. Tijdschrift voor Surinamistiek en het Caraïbisch gebied, 2012, nr. 2, 306-310.
- Hans Ramsoedh & L. Bloemberg, ‘Hinduism in Suriname’. In: The Encyclopedia of Caribbean Religions (ed. Patrick Taylor/Frederick I. Case), York University, Un of Illinois Press, Chicago 2013, p. 362-365.
- Dirk Kruijt y Hans Ramsoedh, ‘Desarrollo ambiguo, independencia y semi – independencia: El caso de las Antillas Holandesas y Surinam’. Clasco: El Gran Caribe en el siglo XX1. Crisis Y Respuestas, juni 2013. p. 69-96.
- ‘Current trends in Modern historiography of Suriname’. In:  Maurits S. Hassankhan, Jerry Egger & Eric Jagdew (red.), Verkenningen in de historiografie van Suriname: Van koloniale geschiedenis tot geschiedenis van het volk. Explorations in the Historiography of Suriname. From Colonial History to History of the People. (2 dln), Anton de Kom Universiteit van Suriname, Paramaribo 2013, p. 23-45.
- ‘Denken over natievorming en nationale identiteit in Suriname’. OSO. Tijdschrift voor Surinamistiek en het Caraïbisch gebied, 2013, nr. 2. p. 8-30.
- ‘Van samenleving in een grensgebied naar integratie in Suriname’, OSO. Tijdschrift voor Surinamistiek en het Caraïbisch gebied,  jrg 33, nr 1-2 november 2014, pp. 11–36.
- ‘Reframing relatie Suriname-Nederland 1975-2015’. OSO. Tijdschrift voor Surinamistiek en het Caraïbisch gebied, jrg. 34, nr. 1+2, 2015, pp. 25–49.
- ‘Desi Bouterse. De lange mars van een putschist naar het presidentschap’. Internationale Spectator (Clingendael), januari 2016, p 1-18.
- ‘The Development of Hindustaniness in Suriname: Reconstruction, mobilization and integration’. In: Maurits Hassankhan, Lomarsh Roopnarine and Hans Ramsoedh (ed). The Legacy of Indian Indenture: Historical and Contemporary Aspects of Migration and Diaspora. New Delhi 2016: Manohar Publisher, pp 165–195.
- ‘Democracy and political culture in Suriname’, In: Rosemarijn Hoefte, Matthew Bishop, Peter Clegg (eds.), Post-Colonial Trajectories in the Caribbean: The Three Guianas. London/New York 2017: Routledge, p. 30-46.
- ‘Tussen culturele homogeniteit en culturele diversiteit. Behoud en ontwikkeling van de Hindostaanse cultuur in Suriname’. In Rabin Baldewsingh (red.), Sarnámi Sanskirti, deel 2. Enkele facetten van de Hindustaanse geschiedenis en cultuur in Suriname en Nederland. Den Haag 2019: Surinen, p. 45-65.
- Exit Bouterse: reset van de Surinaams-Nederlandse betrekking, Clingendael Spectator, 4 augustus 2020
- Verleden, heden en toekomst van de Hindostaanse cultuur in Suriname en Nederland, Jit Narain Lezing Den Haag 30 september 2022
- Creolization and Creole Hassle in segmented Suriname. J. Bihari-Elahi & H. Ramsoedh, Against better judgement. Rethinking multicultural Society. Essays in honour of professor Gowricharn. 2022. p. 153-168
- Political leadership in segmented Suriname. Jagernath Lachmon. In: M.S. Hassankhan, H. Ramsoedh . B. Lal &  G. Vahed (eds.) - Ethnic relations in plural societies. Social, Economic and Polticial Dimensions. Delhi 2023: Manohar. P. 299-329.
- 'De spijkers zijn eruit, maar de gaten zijn gebleven'. Van slaafgemaakten tot burgers van Suriname 1863-1940. Tijdschrift voor Geschiedenis, 2024, nr. 4, p. 372-393